# Balkan International Basketball League
La Lega Balcanica (in inglese Balkan International Basketball League) è un'importante competizione per club di pallacanestro.
Si tratta una manifestazione curata dalla FIBA Europe.

## Storia
La Lega venne fondata nel 2008 con l'iscrizione di 10 club professionistici club provenienti dalla Bulgaria, Macedonia, Romania e Serbia. Inizialmente, secondo le intenzioni degli organizzatori, dovevano partecipare anche squadre provenienti dalla Grecia, ma i contrasti relativi alla disputa sul nome di Macedonia fecero saltare la loro partecipazione.
La stagione successiva il numero di club partecipanti è salito a 12, con squadre provenienti anche dal Montenegro.
Nell'edizione 2010-2011 il numero di club partecipanti venne nuovamente ridotto a 10, ma con l'ingresso di squadre provenienti dalla Bosnia ed Erzegovina e dalla Croazia.
Nella stagione 2011-2012 il numero dei partecipanti viene riportato a 12 con l'ingresso delle squadre provenienti da Israele.
Nella stagione 2012-2013 il numero dei partecipanti viene ridotto a 10, anche a causa degli effetti della crisi economica, con la scomparsa delle squadre bosniache e romene, e l'ingresso di squadre greche.
Al campionato 2013-2014 partecipano anche squadre kosovare e questo ha determinato la non partecipazione delle formazioni serbe, a causa del non riconoscimento del Kosovo come stato indipendente da parte del governo serbo. La stagione successiva partecipano per la prima volta anche squadre albanesi.

## Albo d'oro
| 2008-2009 | Rilski Sportist    | 84 - 77       | Rabotnički Skopje |               |               |               |               |
| 2009-2010 | Levski Sofia       | 77 - 65       | Lovćen Cetinje    |               |               |               |               |
| 2010-2011 | Kavadarci          | 88-75         | Rilski Sportist   |               |               |               |               |
| 2011-2012 | Hap. Gilboa G.E.   | 89 - 84       | Levski Sofia      |               |               |               |               |
| 2012-2013 | Hap. Gilboa G.E.   | 87 - 79       | Levski Sofia      |               |               |               |               |
| 2013-2014 | Levski Sofia       | 75 - 69       | Hap. Gilboa G.E.  |               |               |               |               |
| 2014-2015 | Pristina           | 154 - 143     | Rilski Sportist   |               |               |               |               |
| 2015-2016 | Pristina           | 150 - 143     | Mornar Bar        |               |               |               |               |
| 2016-2017 | Beroe              | 161 - 128     | Kumanovo          |               |               |               |               |
| 2017-2018 | Levski Sofia       | 83 - 72       | Bashkimi          |               |               |               |               |
| 2018-2019 | Blokotehna         | 82 - 68       | Teuta Durrës      |               |               |               |               |
| 2019-2020 | Non assegnato      | Non assegnato | Non assegnato     | Non assegnato | Non assegnato | Non assegnato | Non assegnato |
| 2020-2021 | Hapoel Holon       | 91 - 75       | Akademik Plovdiv  |               |               |               |               |
| 2021-2022 | Hap. Galil Elyon   | 86 - 70       | Maccabi Haifa     |               |               |               |               |
| 2022-2023 | Hapoel Be'er Sheva | 99 - 95       | Peja              |               |               |               |               |
| 2023-2024 | Pristina           | 72 - 67       | AEL Limassol      |               |               |               |               |

## Vittorie per club
| Club               | Titolo | Città        | Anno             |
| ------------------ | ------ | ------------ | ---------------- |
| Levski Sofia       | 3      | Sofia        | 2010, 2014, 2018 |
| Pristina           | 3      | Pristina     | 2015, 2016, 2024 |
| Hap. Gilboa G.E.   | 2      | Gan Ner      | 2012, 2013       |
| Rilski Sportist    | 1      | Samokov      | 2009             |
| Kavadarci          | 1      | Kavadarci    | 2011             |
| Beroe              | 1      | Stara Zagora | 2017             |
| Blokotehna         | 1      | Gevgelija    | 2019             |
| Hapoel Holon       | 1      | Holon        | 2021             |
| Hap. Galil Elyon   | 1      | Kfar Blum    | 2022             |
| Hapoel Be'er Sheva | 1      | Be'er Sheva  | 2023             |